# Bruno Sermonne
Bruno Sermonne, född 1941 i Biarritz, är en fransk skådespelare.

## Filmografi (urval)
- 2004 - Je suis votre homme
- 1985 - August Strindberg: Ett liv (TV)
- 1969 - Cinna (TV)